# Norvège aux Jeux olympiques d'été de 1960
La Norvège participe aux Jeux olympiques d'été de 1960 à Rome. 40 athlètes norvégiens, 39 hommes et une femme, ont participé à 39 compétitions dans 11 sports. Ils y ont obtenu une médaille, en or.

## Médailles
| Médaille | Discipline | Épreuve         | Athlète                         | Performance | Date |
| -------- | ---------- | --------------- | ------------------------------- | ----------- | ---- |
| Or       | Voile      | Flying Dutchman | Peder Lunde, jr. Bjørn Bergvall |             |      |